# Championnats du monde d'aviron 2007
Navigation
Eton 2006 Linz/Ottensheim 2008
Les Championnats du monde d'aviron 2007, 37e du nom, se tiennent du 27 août au 2 septembre 2007 à Munich en Allemagne.

## Podiums

### Hommes
| Épreuves                           | Or | Or | Argent | Argent | Bronze | Bronze |
| ---------------------------------- | --- | -- | --- | ------ | --- | ------ |
| Skiff M1x                          | Nouvelle-Zélande • Mahé Drysdale |    | Tchéquie • Ondřej Synek |        | Norvège • Olaf Tufte |        |
| Skiff poids légers LM1x            | Nouvelle-Zélande • Duncan Grant |    | Italie • Lorenzo Bertini |        | Pays-Bas • Jaap Schouten |        |
| Deux de couple M2x                 | Slovénie • Luka Špik • Iztok Čop |    | France • Jean-Baptiste Macquet • Adrien Hardy |        | Estonie • Tõnu Endrekson • Jüri Jaanson |        |
| Deux de pointe M2-                 | Australie • Drew Ginn • Duncan Free |    | Nouvelle-Zélande • Nathan Twaddle • George Bridgewater |        | Royaume-Uni • Colin Smith • Matthew Langridge |        |
| Deux de pointe avec barreur M2+    | Pologne • Dawid Pacześ • Łukasz Kardas • Daniel Trojanowski (b) |    | Italie • Francesco Gabriele • Valerio Massimo • Gianluca Barattolo (b) |        | Canada • Kristopher McDaniel • Derek O'Farrell • Brian Price (b) |        |
| Deux de couple poids légers LM2x   | Danemark • Mads Rasmussen • Rasmus Quist |    | Grèce • Dimítrios Moúgios • Vasílios Polýmeros |        | Royaume-Uni • Zac Purchase • Mark Hunter |        |
| Deux de pointe poids légers LM2-   | Italie • Andrea Caianiello • Armando Dell'Aquila |    | Allemagne • Jochen Kühner • Martin Kühner |        | Australie • Ross Brown • Michael McBryde |        |
| Quatre de couple M4x               | Pologne • Konrad Wasielewski • Marek Kolbowicz • Michał Jeliński • Adam Korol |    | France • Jean-David Bernard • Cédric Berrest • Jonathan Coeffic • Julien Bahain |        | Allemagne • René Bertram • Karsten Brodowski • Hans Gruhne • Robert Sens |        |
| Quatre de pointe M4-               | Nouvelle-Zélande • Carl Meyer • James Dallinger • Hamish Bond • Eric Murray |    | Italie • Carlo Mornati • Alessio Sartori • Niccolò Mornati • Lorenzo Carboncini |        | Pays-Bas • Geert Cirkel • Matthijs Vellenga • Jan-Willem Gabriëls • Gijs Vermeulen                                                                                          |        |
| Quatre de pointe avec barreur M4+  | États-Unis • Matthew Deakin • Daniel Beery • Samuel Burns • Christopher Liwski • Edmund Del Guercio (b)                                                                            |    | Serbie • Marko Marjanović • Jovan Popović • Goran Jagar • Nikola Stojić • Saša Mimić (b)                                                                                               |        | Allemagne • Florian Mennigen • Stephan Koltzk • Philipp Naruhn • Matthias Flach • Martin Sauer (b)                                                                          |        |
| Quatre de couple poids légers LM4x | Italie • Leonardo Pettinari • Daniele Gilardoni • Luca Moncada • Daniele Danesin                                                                                                   |    | France • Rémi Di Girolamo • Pierre-Étienne Pollez • Maxime Goisset • Fabien Dufour |        | Royaume-Uni • Simon Jones • Robert Williams • Chris Bartley • Dave Currie                                                                                                   |        |
| Quatre de pointe poids légers LM4- | Royaume-Uni • Richard Chambers • James Lindsay-Finn • Paul Mattick • James Clarke                                                                                                  |    | France • Franck Solforosi • Jérémy Pouge • Jean-Christophe Bette • Fabien Tilliet |        | Italie • Jiri Vlcek • Catello Amarante • Salvatore Amitrano • Bruno Mascarenhas                                                                                             |        |
| Huit M8+                           | Canada • Kevin Light Ben Rutledge James Byrnes Jake Wetzel Malcolm Howard Dominic Seiterle Adam Kreek Kyle Hamilton Brian Price (b)                                                |    | Allemagne • Jörg Dießner Florian Eichner Ulf Siemes Jan Tebrügge Sebastian Schulte Thorsten Engelmann Philipp Stüer Bernd Heidicker Peter Thiede (b)                                   |        | Royaume-Uni • Tom James Tom Stallard Tom Lucy Tom Solesbury Josh West Richard Egington Rubin Bourne-Taylor Alastair Heathcote Acer Nethercott (b)                           |        |
| Huit poids légers LM8+             | Pays-Bas • Tom van den Broek • Pieter Bottema • Wolter Blankert • Dennis Beemsterboer • Maarten Tromp • Arnoud Greidanus • Alwin Snijders • Marshall Godschalk • Peter Wiersum (b) |    | Allemagne • Matthias Schömann-Finck • Jost Schömann-Finck • Martin Rückbrodt • Ole Rückbrodt • Björn Steinfurth • Matthias Veit • Lutz Ackermann • Joel El-Qalqili • Felix Erdmann (b) |        | Italie • Luigi Scala • Giorgio Tuccinardi • Livio La Padula • Salvatore Di Somma • Michele Savrie • Dario Cesarola • Nicola Moriconi • Fabrizio Gabriele • Andrea Lenzi (b) |        |

### Femmes
| Épreuves                           | Or | Or | Argent | Argent | Bronze | Bronze |
| ---------------------------------- | --- | -- | --- | ------ | --- | ------ |
| Skiff W1x                          | Biélorussie • Ekaterina Karsten-Khodotovitch |    | Bulgarie • Rumyana Neykova |        | États-Unis • Michelle Guerette |        |
| Skiff poids légers LW1x            | Pays-Bas • Marit van Eupen |    | États-Unis • Jennifer Goldsack |        | Canada • Melanie Kok |        |
| Deux de couple W2x                 | Chine • Li Qin • Tian Liang |    | Nouvelle-Zélande • Georgina Evers-Swindell • Caroline Evers-Swindell |        | Royaume-Uni • Elise Laverick • Anna Bebington |        |
| Deux de pointe W2-                 | Biélorussie • Yuliya Bichyk • Natallia Helakh |    | Allemagne • Nicole Zimmermann • Elke Hipler |        | Roumanie • Georgeta Damian-Andrunache • Viorica Susanu |        |
| Deux de couple poids légers LW2x   | Australie • Amber Halliday • Marguerite Houston |    | Finlande • Sanna Stén • Minna Nieminen |        | Danemark • Katrin Olsen • Juliane Rasmussen |        |
| Quatre de couple W4x               | Royaume-Uni • Annie Vernon • Debbie Flood • Frances Houghton • Katherine Grainger                                                                                 |    | Allemagne • Kathrin Boron • Manuela Lutze • Britta Oppelt • Stephanie Schiller |        | Chine • Tang Bin • Xi Aihua • Jin Ziwei • Feng Guixin |        |
| Quatre de pointe W4-               | États-Unis • Portia McGee • Erin Cafaro • Rachel Jeffers • Megan Dirkmaat                                                                                         |    | Allemagne • Nina Wengert • Nadine Schmutzler • Kerstin Naumann • Silke Guenther |        | Australie • Phoebe Stanley • Katelyn Gray • Emily Martin • Victoria Roberts                                                                                      |        |
| Quatre de couple poids légers LW4x | Australie • Bronwen Watson • Miranda Bennett • Alice McNamara • Tara Kelly                                                                                        |    | Royaume-Uni • Sophie Hosking • Laura Greenhalgh • Mathilde Pauls • Jane Hall |        | Chine • Liu Jing • Jia Jing • Yu Hua • Yan Shimin |        |
| Huit W8+                           | États-Unis • Brett Sickler • Lindsay Shoop • Anna Goodale • Samantha Magee • Anna Mickelson • Zsuzsanna Francia • Caroline Lind • Caryn Davies • Mary Whipple (b) |    | Roumanie • Rodica Serban-Florea • Viorica Susanu • Simona Musat-Strimbeschi • Ana Maria Apachitei • Aurica Barascu • Ioana Papuc • Georgeta Damian-Andrunache • Doina Ignat • Elena Georgescu-Nedelc (b) |        | Royaume-Uni • Carla Ashford • Baz Moffat • Alice Freeman • Louisa Reeve • Natasha Howard • Alison Knowles • Katie Greves • Jessica Eddie • Caorline O'Connor (b) |        |

## Tableau des médailles par pays
| Rang | Nation           | Or | Argent | Bronze | Total |
| ---- | ---------------- | -- | ------ | ------ | ----- |
| 1er  | Nouvelle-Zélande | 3  | 2      | 0      | 5     |
| 2e   | États-Unis       | 3  | 1      | 1      | 5     |
| 3e   | Australie        | 3  | 0      | 2      | 5     |
| 4e   | Italie           | 2  | 3      | 2      | 7     |
| 5e   | Royaume-Uni      | 2  | 2      | 6      | 10    |
| 6e   | Pays-Bas         | 2  | 0      | 2      | 4     |
| 7e   | Biélorussie      | 2  | 0      | 0      | 2     |
| -    | Pologne          | 2  | 0      | 0      | 2     |
| 9e   | Chine            | 1  | 0      | 2      | 3     |
| -    | Canada           | 1  | 0      | 2      | 3     |
| 11e  | Danemark         | 1  | 0      | 1      | 2     |
| 12e  | Slovénie         | 1  | 0      | 0      | 1     |
| 13e  | Allemagne        | 0  | 5      | 2      | 7     |
| 14e  | France           | 0  | 4      | 0      | 4     |
| 15e  | Roumanie         | 0  | 1      | 1      | 2     |
| 16e  | Bulgarie         | 0  | 1      | 0      | 1     |
| -    | Grèce            | 0  | 1      | 0      | 1     |
| -    | Tchéquie         | 0  | 1      | 0      | 1     |
| -    | Finlande         | 0  | 1      | 0      | 1     |
| -    | Serbie           | 0  | 1      | 0      | 1     |
| 21e  | Norvège          | 0  | 0      | 1      | 1     |
| -    | Estonie          | 0  | 0      | 1      | 1     |